# Hồ Việt
Hồ Việt (18 tháng 8 năm 1945 – 11 tháng 3 năm 2019) là chính trị gia người Việt Nam. Ông từng giữ chức vụ Chủ tịch Ủy ban nhân dân thành phố Đà Nẵng từ năm 1989 đến năm 1995. Lúc này thành phố Đà Nẵng là thành phố trực thuộc tỉnh Quảng Nam – Đà Nẵng. Ông có nhiều đóng góp trong việc phát triển thành phố Đà Nẵng để đến năm 1997 trở thành thành phố trực thuộc trung ương.

## Tiểu sử
Ông Hồ Việt là con trai của ông Hồ Nghinh (1915–2007), Bí thư Tỉnh ủy Quảng Đà (1962–1972), Ủy viên Trung ương Đảng, Bí thư Tỉnh ủy Quảng Nam – Đà Nẵng.

## Sự nghiệp
Sau khi nghỉ hưu, ông Hồ Việt là Chủ tịch Hội Khuyến học Hồ Nghinh tại thành phố Đà Nẵng và tại xã Duy Trinh, huyện Duy Trinh, tỉnh Quảng Nam.

## Qua đời
Ông Hồ Việt qua đời vào sáng ngày 11 tháng 3 năm 2019 vì bị xe ô tô đụng phải khi ông đang chạy bộ thể dục.